# British Archaeological Association
British Archaeological Association blev grundlagt i 1843. Den har til formål at fremme studier af arkæologi, kunst og arkitektur og bevarelsen af antikviteter.